# GM GMT
GMT (General Motors Truck) is een verzamelnaam die door General Motors sinds begin jaren 80 gebruikt wordt voor meerdere autoplatforms. De GMT-nomenclatuur wordt gebruikt voor pick-ups, grote SUV's en bestelwagens, samen met verschillende kleine vrachtwagens. Op enkele uitzonderingen na gebruiken bijna alle GMT-voertuigen een carrosserie-op-frame constructie, samen met een aandrijflijn met achterwielaandrijving of vierwielaandrijving.

## Primaire toepassingen

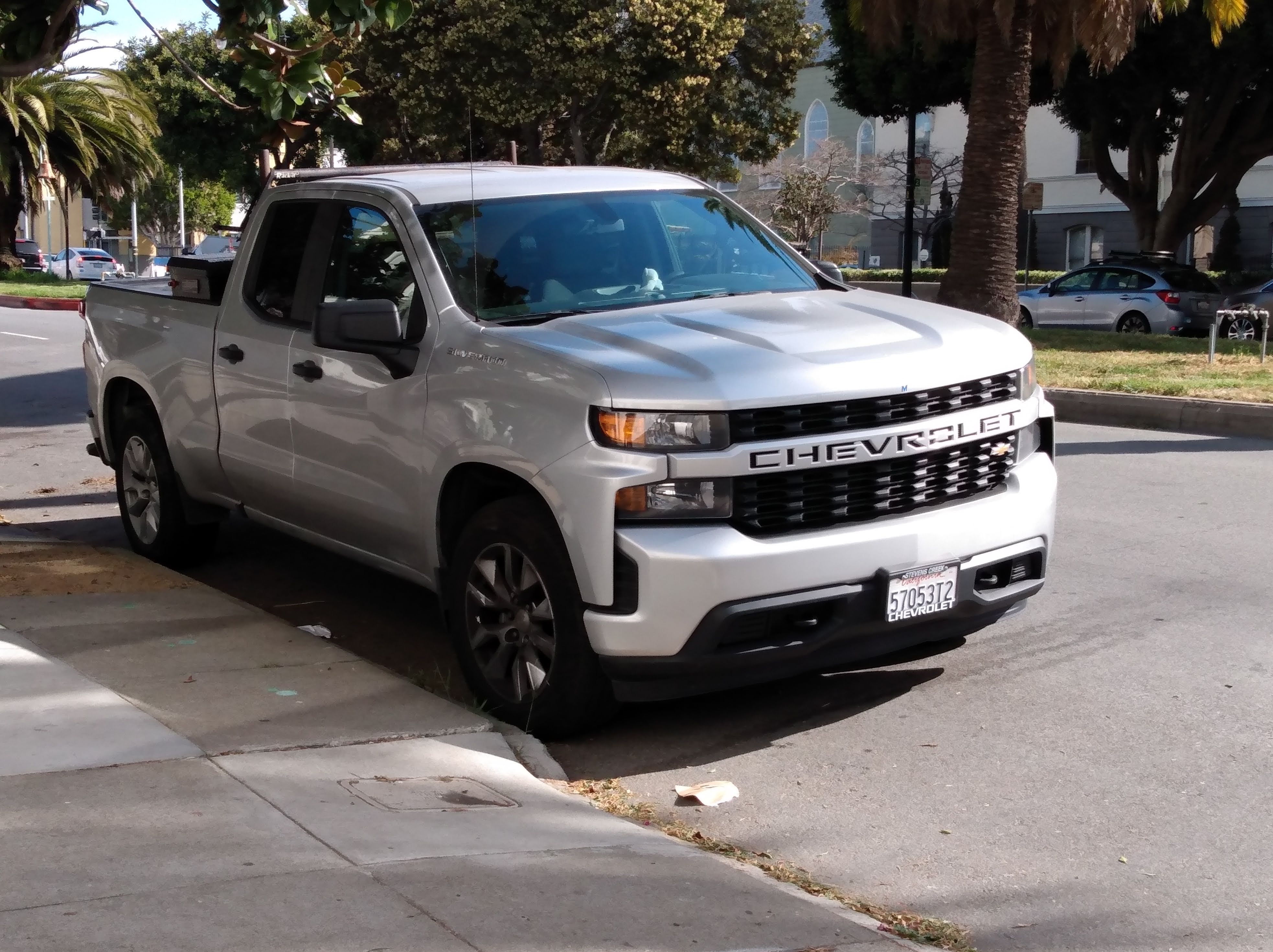
Chevrolet Silverado (2020)

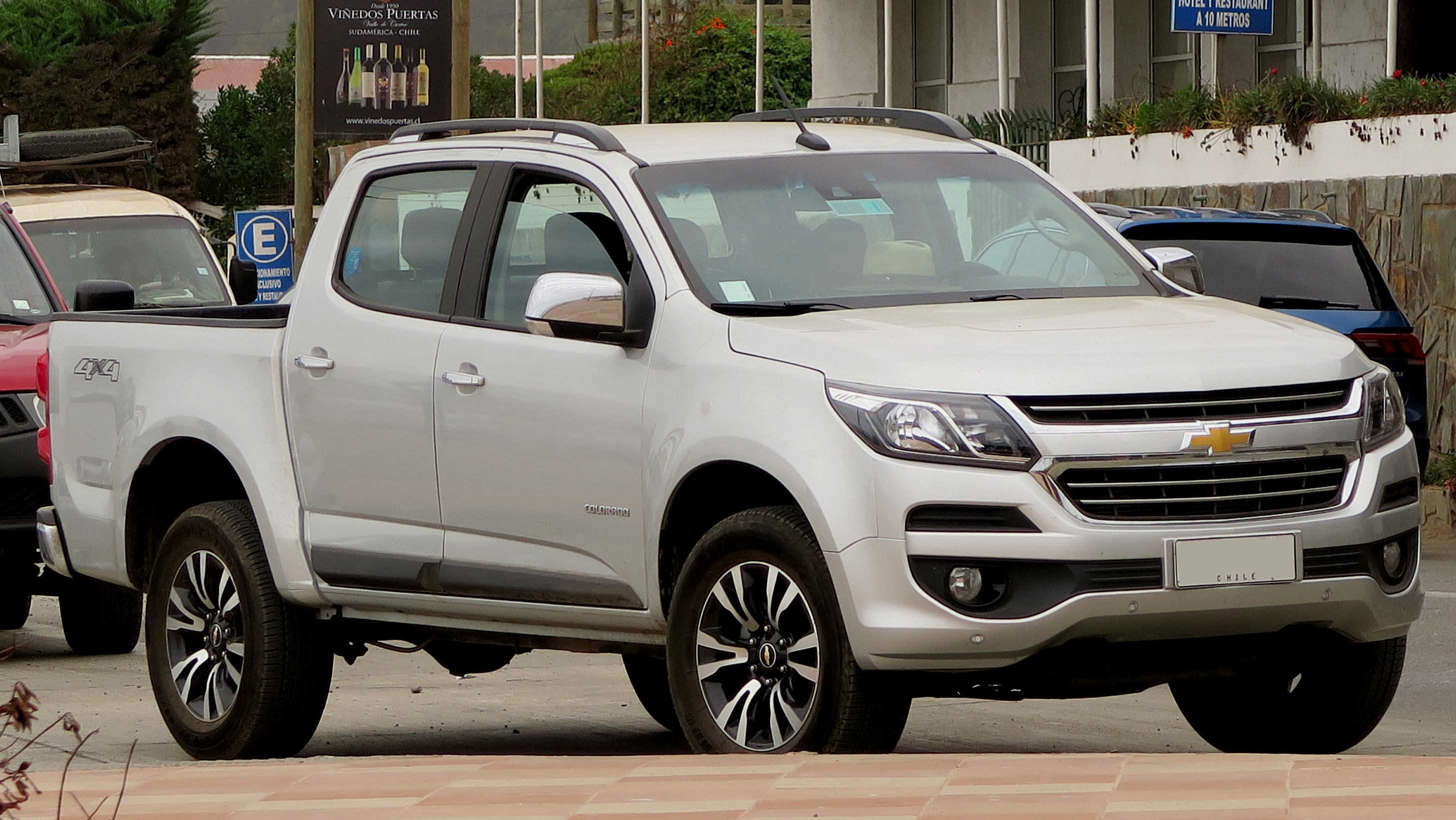
Chevrolet Colorado (2019)

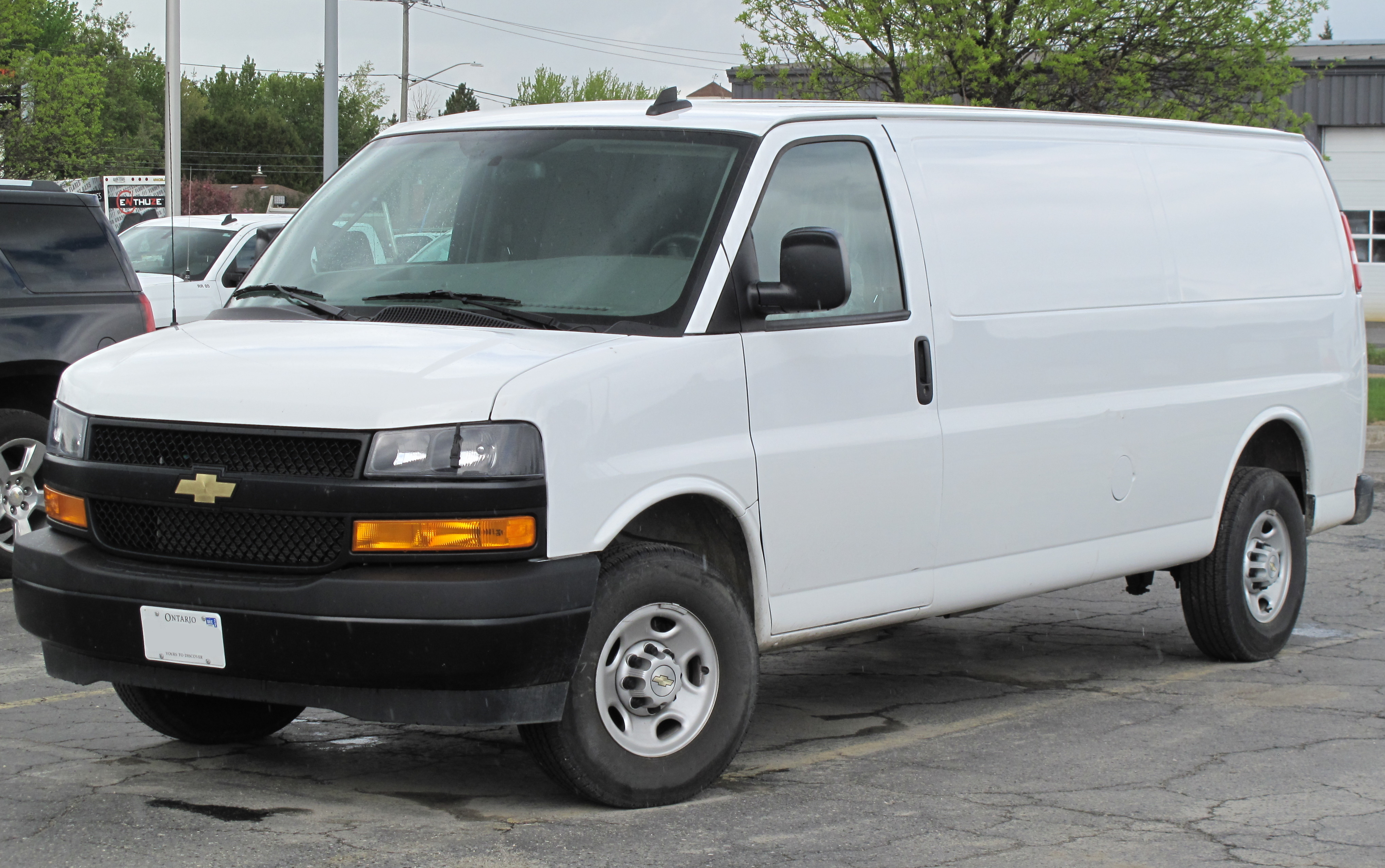
Chevrolet Express 2500 W/T (2021)

De volgende GMT-autoplatformen werden gebruikt van 1981 tot 1989 en opnieuw sinds 2018:

### Pick-ups and SUV's

#### Groot
- GMT400: Chevrolet C/K en varianten (1988-2000)
- GMT800: Chevrolet Silverado en varianten (1998-2007)
- GMT900: Chevrolet Silverado en varianten (2007-2013)
- GMTK2XX: Chevrolet Silverado en varianten (2014-2018)
- GMTT1XX: Chevrolet Silverado en varianten (2019-heden)

#### Middelgroot
- GMT325: Chevrolet S-10 en pick-upequivalenten van andere merken (1981-2003)
- GMT330: Chevrolet S-10 Blazer en SUV-equivalenten van andere merken (1982-2000)
- GMT355: eerste generatie Chevrolet Colorado en pick-upequivalenten van andere merken (2004-2012)
- GMT360: Chevrolet TrailBlazer en SUV-equivalenten van andere merken (2001-2009)
- GMT700, later GMT31XX: tweede generatie Chevrolet Colorado en pick-upequivalenten van andere merken (2012-heden)

### Hummer
- GMT825: Hummer H2 (2002-2010)
- GMT345: Hummer H3 (2005-2010)

### Bestelwagens
- GMT600, later GMT610: Chevrolet Express (1996-heden)

### Kleine vrachtwagens
- GMT530, later GMT560: Chevrolet Kodiak (1980-2009)

## Andere toepassingen
De GMT-nomenclatuur wordt ook gebruikt voor een aantal andere voertuigen die geen carrosserie-op-frame constructie of achterwielaandrijving hebben.

### MPV's
De eerste MPV's van General Motors, op basis van het U-platform, die in 1990 op de markt kwamen werden aangeduid als GMT199. De tweede generatie MPV's uit 1996 en de derde generatie uit 2005 werden respectievelijk aangeduid met GMT200 en GMT201. In 2010 zou de vierde generatie GMT510 gaan heten, maar de MPV-productlijn werd geschrapt dus die naam werd nooit gebruikt.

### Cross-overs

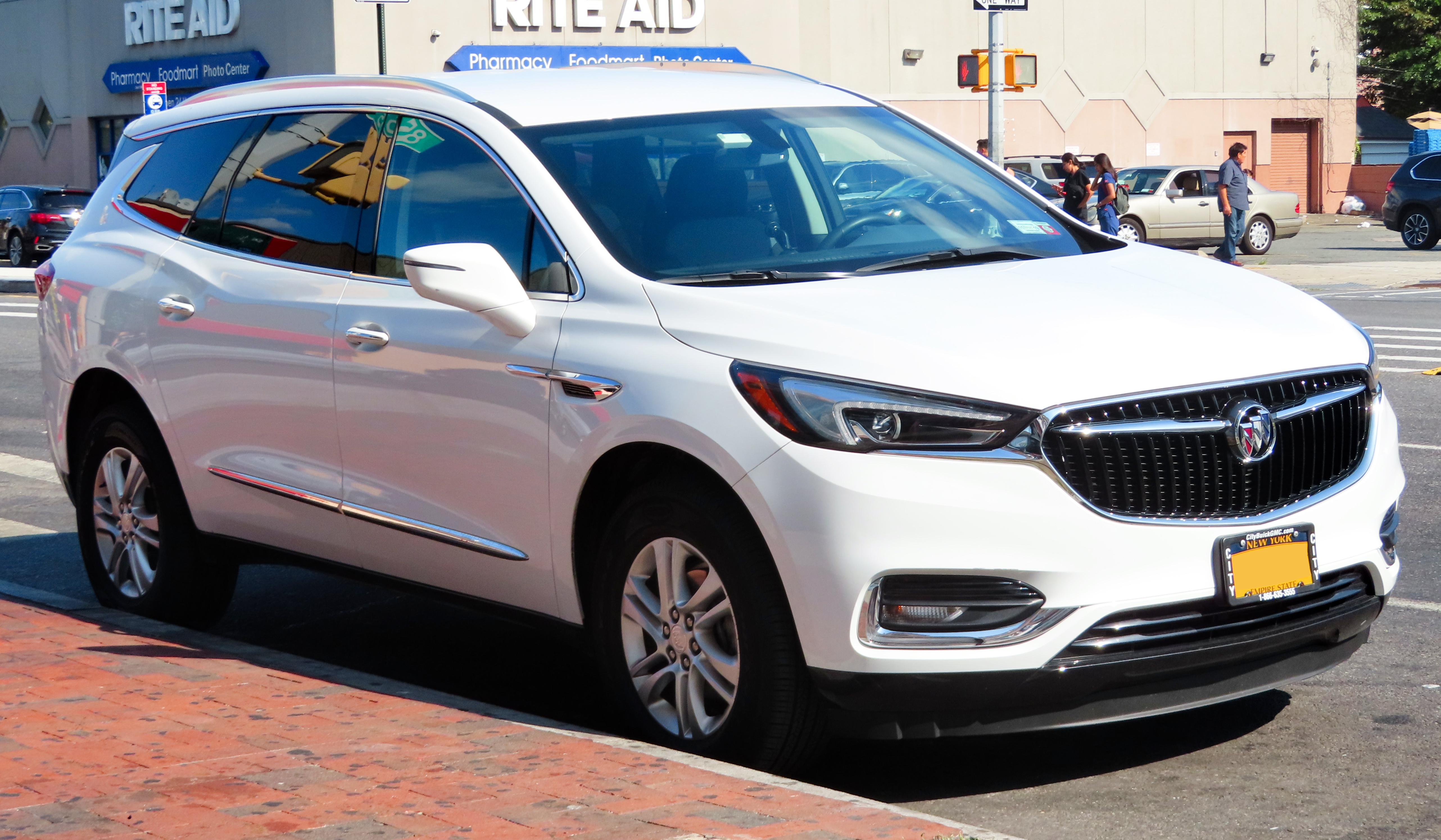
Buick Enclave (2019)

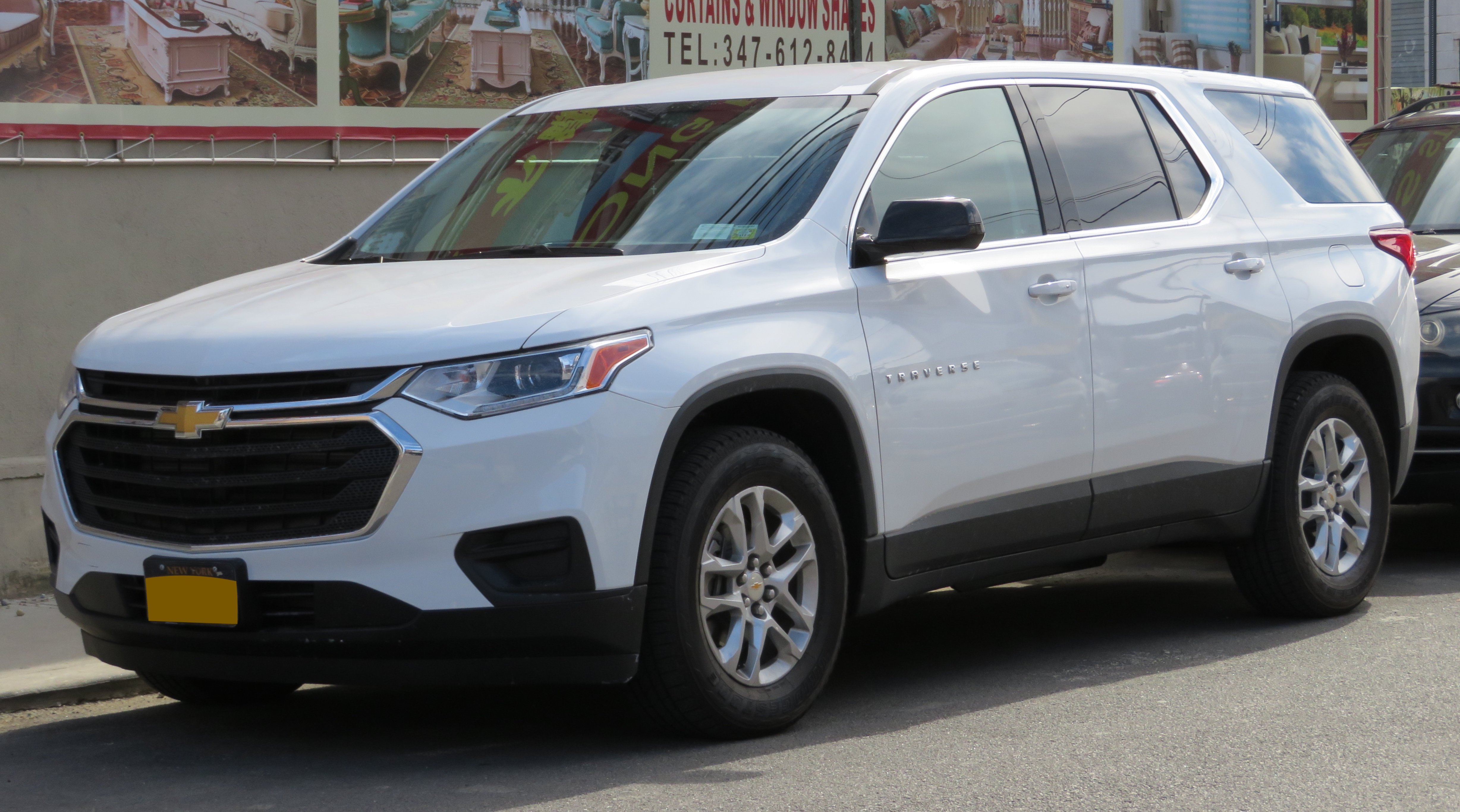
Chevrolet Traverse (2018)

- GMT250: Pontiac Aztek (2001-2005) en Buick Rendezvous (2002-2007)
- GMT265: eerste generatie Cadillac SRX (2003-2009)
- GMT267: tweede generatie Cadillac SRX (2010-2016)
- GMT191: eerste generatie Chevrolet Equinox (2004-2009) en Pontiac Torrent (2005-2009)
- GMT190: tweede generatie Chevrolet Tracker (1999-2016)
- GMT193: tweede generatie Suzuki XL7 (2006-2009)
- GMT192: tweede generatie Chevrolet Equinox (2009-2017)
- GMT966: Saturn Outlook (2006-2010)
- GMT968: GMC Acadia (2006-heden)
- GMT967: Buick Enclave (2007-heden)
- GMT561: Chevrolet Traverse (2008-heden)